# 西村淳
西村 淳（にしむら じゅん、1952年5月15日 - ）は、日本の料理人、タレント、著作家。かつて海上保安官として南極地域観測隊に参加した経験を踏まえ、「南極料理人」として、著述や講演会、タレント活動を行っている。

## 来歴
1952年、北海道留萌市生まれ。北海道網走南ヶ丘高等学校を卒業後、舞鶴海上保安学校に入学。
海上保安官として巡視船に勤務する。第30次（1988年 - 1990年）と第38次（1996年 - 1998年）の2回、南極地域観測隊に参加し、調理担当のひとりとして越冬隊に加わった。
第38次隊では、南極で最も低温な地域にあるドームふじ観測拠点（現在のドームふじ基地）で越冬した。
その後、舞鶴海上保安学校で練習船「みうら」の教官兼主任主計士として後進の指導に当たる。この頃から「面白南極料理人」シリーズなどの著書を発表するようになる。
2009年に退職し、札幌市に西村みゆきを代表者とする株式会社オーロラキッチンを設立し、講演会、料理教室、メディア出演などの窓口としている。また、北海道の食品企業の商品開発にも関わっている。
2009年には、著書『面白南極料理人』シリーズを原作とした映画『南極料理人』（監督：沖田修一）が製作された。

## 著作
- 面白南極料理人シリーズ
  - 『面白南極料理人』（2001年、春風社/2004年、新潮文庫[9]）※映画原作
  - 『面白南極料理人 笑う食卓』（2006年、新潮文庫[10]）※映画原作
  - 『面白南極料理人 名人誕生』（2009年、新潮文庫[11]）
  - 『面白南極料理人 お料理なんでも相談室』（2010年、新潮文庫[12]）
- その他
  - 『南極料理人の悪ガキ読本 北海道旨いぞレシピ付き』（2004年、亜璃西社）
  - 『身近なもので生き延びろ －知恵と工夫で大災害に勝つ－』（2008年、新潮文庫）
  - 『いい加減は良い加減 南極料理人のレシピ＆ひとりごと』（2009年、ゴマブックス）
  - 『南極料理人の使いきりレシピ』（2011年、光文社）
  - 『ケンカ、友情、サツ婆ちゃん ちょっぴり初恋』（2011年、光文社文庫）

## おもなテレビ出演
- TBS系列
  - 『南極料理人と行く極寒北海道おいしいツアー～食材は自ら確保せよ!』（2010年2月21日放送、HBC制作[13]）
  - 『今日ドキッ!』　ブラボーキッチン（HBC、レギュラー）
  - 『痛快!明石家電視台』（2012年8月23日放送、MBS制作[14]）
- NHK
  - 『課外授業 ようこそ先輩』2010年3月28日 放送[15]
  - 『大!天才てれびくん』2011年10月28日 放送[16]
- 日本テレビ
  - 『世界一受けたい授業』2010年12月11日 放送[17]、2011年2月19日 放送[18]、2012年4月14日 放送[19]、2012年11月17日 放送[20]
  - 『DON!』2011年1月7日 放送[21]、2011年1月28日 放送[22]
  - 『人生が変わる1分間の深イイ話』2012年8月6日 放送[23]
- テレビ朝日
  - 『いきなり!黄金伝説。』2011年6月30日 放送[24]
- テレビ東京
  - 「月曜プレミア!」『超手軽100円ｸﾞﾙﾒ! レシピの神様』2011年07月11日 放送[25]

## おもなラジオ出演
- TOKYO FM
  - 『Tokyo Midtown presents The Lifestyle MUSEUM』2009年8月21日 放送[26]
  - 『日本興亜損保Eco Action World』2011年01月22日 放送[27]
- TBSラジオ
  - 『久米宏 ラジオなんですけど』2010年6月26日 放送[28]
- NHK-FM
  - 『大貫妙子 懐かしい未来』2011年3月29日 放送[29]